# Schweizerische Ärztezeitung
Die Schweizerische Ärztezeitung (SÄZ) ist das offizielle Verbandsorgan der Verbindung der Schweizer Ärztinnen und Ärzte (FHM). Sie erscheint seit 28. August 2024 zweiwöchentlich als Online-Ausgabe der Kommunikationsabteilung der FMH.
Von 1952 bis 2024 erschien die Schweizerische Ärztezeitung als medizinische Fachzeitschrift und offizielles Organ der FMH wöchentlich, zuerst beim Berner Ernst Bircher Verlag, dem späteren Hans Huber Verlag, ab 1998 im Schweizerischen Ärzteverlag EMH. Nachdem die FMH den Zusammenarbeitsvertrag mit dem EMH-Verlag am 22. August 2024 fristlos gekündet hatte, musste dieser seine Bilanz deponieren und die Publikation einstellen.
Die gedruckte SÄZ hatte zuletzt eine WEMF-beglaubigte Auflage von 38'308 (Vj. 38'110) verkauften/verbreiteten Exemplaren (inkl. Bulletin des médecins suisses).
Vom 1. Jahrgang (1920) bis zum 32. Jahrgang (1951) lautete der Titel Schweizerische Ärztezeitung für Standesfragen.
Alle Artikel der Zeitung waren seit 2000 bis 2024 im Volltext über ein Archiv frei zugänglich (Open-Access).